# Carlinhos Brown

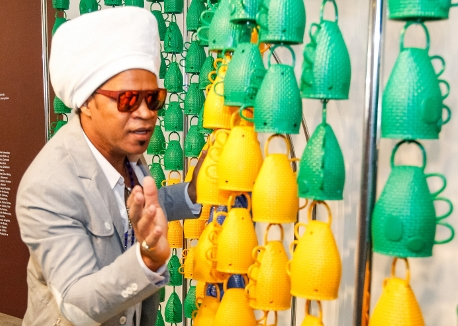
Carlinhos Brown 2013 während des Confed Cups

Carlinhos Brown, auch bekannt als Carlito Marrón, eigentlich Antônio Carlos Santos de Freitas (* 23. November 1962 in Salvador da Bahía) ist ein brasilianischer Musiker und Songwriter. Er nahm seinen Nachnamen „Brown“ zu Ehren des Black Panther-Mitglieds H. Rap Brown und von James Brown an. Seine Musik ist eine Mischung aus brasilianischer und karibischer Musik mit Elementen aus Funk, Rock und Soul.

## Leben
Er war Gründer und Mentor der Musikgruppe und Karnevalsgruppe Timbalada und ist als Gastsänger und Percussionist im Song Ratamahatta auf dem Album Roots der brasilianischen Metalband Sepultura zu hören.
2002 gründete er mit Arnaldo Antunes und Marisa Monte die Musikgruppe Tribalistas. Das Lied Já Sei Namorar landete in den brasilianischen Hitparaden auf Platz eins und auch mit einem zweiten Lied, Velha Infância, hatte er großen Erfolg. Auch außerhalb von Brasilien ist er sehr erfolgreich.
2007 erschien das siebte Studioalbum A Gente Ainda Não Sonhou auf Sony BMG und in Deutschland beim Marburger Label Tropical Music. Die CD enthält 14 neue Aufnahmen, die in Zusammenarbeit mit Marisa Monte, Jaques Morelenbaum, Javier Limon und anderen entstanden.
Im Zuge der Fußball-Weltmeisterschaft 2014 in Brasilien tauchte im Internet eine aktuelle Version seines Titels „Cadê O Timbal“ aus dem Jahr 1994 auf, die jedoch unter dem Titel „Timbaleiro“ vermarktet wurde. Einige Internetseiten behaupteten seinerzeit, es handele sich dabei um die offizielle WM-Hymne. Dies entpuppte sich als falsch; allerdings sang Carlinhos Brown wenig später tatsächlich zusammen mit Shakira das WM-Lied La La La (Brazil 2014). Die „Timbaleiro“-Neuauflage kam hingegen nie in den Handel, kursierte noch eine Weile auf YouTube, ehe sie von dort verschwand.
Seit 2012 moderiert er die Sendung The Voice Brasil an der Seite von Claudia Leitte und Lulu Santos.
In Zusammenarbeit mit Sérgio Mendes und Siedah Garrett mit dem Lied Real in Rio für den Film Rio wurde er im Jahr 2012 für den Oscar nominiert.
2018 wurde Brown in die Academy of Motion Picture Arts and Sciences berufen, die jährlich die Oscars vergibt.

## Diskografie

### Studioalben
- 1996 Alfagamabetizado (Blue Note)
- 1998 Omelete Man (Blue Note)
- 2001 Bahia do Mundo: Mito e Verdade (Blue Note)
- 2003 Carlinhos Brown é Carlito Marrón (Blue Note)
- 2004 Candyall Beat (Vale)
- 2006 Candombless (Tratore)
- 2007 A Gente Ainda Não Sonhou (Sony BMG/Tropical Music)
- 2010 Adobró (Sony BMG)
- 2010 Diminuto (Sony BMG)
- 2012 Mixturada Brasileira
- 2014 Marabô